# تپه حصارنو
تپه حصارنو مربوط به دوران‌های تاریخی پس از اسلام است و در شهرستان زبرخان، شهر اسحاق‌آباد واقع شده و این اثر در تاریخ ۱۹ مرداد ۱۳۸۴ با شمارهٔ ثبت ۱۲۸۷۲ به‌عنوان یکی از آثار ملی ایران به ثبت رسیده‌است.